# Superliga Brasileira de Voleibol Feminino de 1994–95
A Superliga Brasileira de Voleibol Feminino de 1994-95 foi a primeira edição com esta nomenclatura do Campeonato Brasileiro de Voleibol Feminino, antes chamado de Liga Nacional de Voleibol Feminino que foi realizado durante seis temporadas. O torneio foi realizado a partir do final de 1994 até 15 de abril de 1995 por dez equipes representando quatro estados.
O time do Leite Moça, da cidade de Sorocaba, foi a primeira equipe campeã da história da competição.

## Equipes participantes
As dez equipes que participaram desta edição foramː
 31 de Julho, Joinville/SC

 Clube da Lagoa, Londrina/PR

 ADBCN Guarujá, Guarujá/SP

 Minas, Belo Horizonte/MG

 Pinheiros, São Paulo/SP

 SER Ribeirão Preto, Ribeirão Preto/SP

 São Caetano Voleibol, São Caetano do Sul/SP

 Leite Moça, Sorocaba/SP

 Sparta, Belo Horizonte/MG

 Tietê, Tietê/SP

## Regulamento
- Fase Classificatória:A primeira fase da Superliga foi realizada com a participação de dez equipes. A competição foi dividida em duas fases. Na primeira, as equipes jogaram entre si, em turno e returno, realizando 18 partidas cada uma.

- Playoffs:As oito melhores colocadas avançaram às quartas-de-final (melhor de três jogos), obedecendo ao seguinte cruzamento: 1º x 8º, 2º x 7º, 3º x 6º e 4º x 5º, em playoffs melhor de três jogos.

As quatro equipes vencedoras avançaram às semifinais (melhor de cinco jogos), respeitando o seguinte critério: o vencedor do jogo entre o 1º e o 8º enfrentará o do jogo entre o 4º e o 5º, e o ganhador da partida entre o 2º e o 7º terá pela frente o do confronto entre o 3º e o 6º. Os dois times vencedores disputaram o título na final, também em uma série melhor de cinco jogos.

## Final

### Primeira partida
| 8 de abril de 1995 16ː00 Relatório | ADBCN Guarujá | 0 — 3             | Leite Moça | Ginásio Municipal Guaibê, Guarujá |
| 8 de abril de 1995 16ː00 Relatório | 6 10 9        | Set 1 Set 2 Set 3 | 15         | Ginásio Municipal Guaibê, Guarujá |

### Segunda partida
| 12 de abril de 1995 20ː30 Relatório | Leite Moça | 3 — 0             | ADBCN Guarujá | Ginásio Municipal Gualberto Moreira, Sorocaba |
| 12 de abril de 1995 20ː30 Relatório | 15         | Set 1 Set 2 Set 3 | 8 0 3         | Ginásio Municipal Gualberto Moreira, Sorocaba |

### Terceira partida
| 15 de abril de 1995 Relatório | ADBCN Guarujá | 1 — 3                   | Leite Moça | Ginásio Municipal Guaibê, Guarujá |
| 15 de abril de 1995 Relatório | 10 15 9 5     | Set 1 Set 2 Set 3 Set 4 | 15 12 15   | Ginásio Municipal Guaibê, Guarujá |